# Dryosaurus
Dryosaurus is een geslacht van uitgestorven plantenetende dinosauriërs, behorend tot de Euornithopoda, dat tijdens het Laat-Jura (Kimmeridgien-Tithonien, zo'n 150 miljoen jaar geleden) leefde in het gebied van het huidige Noord-Amerika.
De eerste fossielen van Dryosaurus werden gevonden in 1876 in Wyoming. In 1878 werden die ondergebracht bij het geslacht Laosaurus, als een Laosaurus altus. Het geslacht Dryosaurus kreeg in 1894 van de beroemde professor Othniel Charles Marsh zijn eigen naam, die zoiets als 'boomsauriër' betekent, toen die typesoort hernoemd werd tot Dryosaurus altus. Later werden nog vier soorten benoemd: Dryosaurus grandis uit Maryland in 1911, Dryosaurus canaliculatus uit Engeland in 1975, Dryosaurus lettowvorbecki uit Tanzania in 1977 en Dryosaurus elderae uit Utah in 2018. D. grandis bleek echter een heel andere dinosauriër te zijn, D. canaliculatus werd het eigen geslacht Valdosaurus en D. lettowvorbecki staat tegenwoordig weer bekend onder de oorspronkelijke naam Dysalotosaurus. Van Dryosaurus altus is een half dozijn vrij complete skeletten opgegraven, in Wyoming. D. elderae is gebaseerd op goede vondsten in Utah of Colorado. De wetenschappers kregen zo een goed beeld van de bouw van beide soorten die erg op elkaar lijken.
Dryosaurus werd drie à vier meter lang en had een heuphoogte van tegen een meter. Het gewicht van volwassen dieren lag tussen de honderd en tweehonderdvijftig kilogram. Hij had een kleine bolle kop met heel grote ogen die op een slanke nek stond. Zijn romp was stevig en werd in evenwicht gehouden door een nogal zware horizontale staart die de helft van de lichaamslengte uitmaakte. Dryosaurus was een tweevoeter die met zijn lange achterpoten hard kon wegrennen voor roofdieren als Allosaurus. Zijn voeten hadden misschien maar drie tenen. De voorpoten waren te kort om mee te lopen maar wellicht steunde het dier op de vijf korte vingers bij het eten van bodemplanten. Waarschijnlijk had het dier een vrij hoge stofwisseling en was het bedekt met een vacht van primitieve veren om warm te blijven.
Dryosaurus had vooraan geen tanden in zijn kop maar een hoornsnavel waarmee hij voedzame planten afbeet. Die werden verder vermalen door een dozijn grote tanden dat boven en onder in iedere kaakhelft stond. Het voedsel werd verder verwerkt door maagstenen en verteerd in een lang darmkanaal waarvoor de naar achteren gebogen onderste bekkenbeenderen een grote ruimte schiepen. Voor de jonge dieren was weinig nestzorg en ze groeiden relatief langzaam. Misschien dat Dryosaurus in grotere kudden leefde. Verwante soorten in de Dryosauridae, die grote delen van de toenmalige landmassa's bevolkten, bewijzen dat deze levenswijze erg succesvol was.

## Vondsten en soorten

### Dryosaurus altus

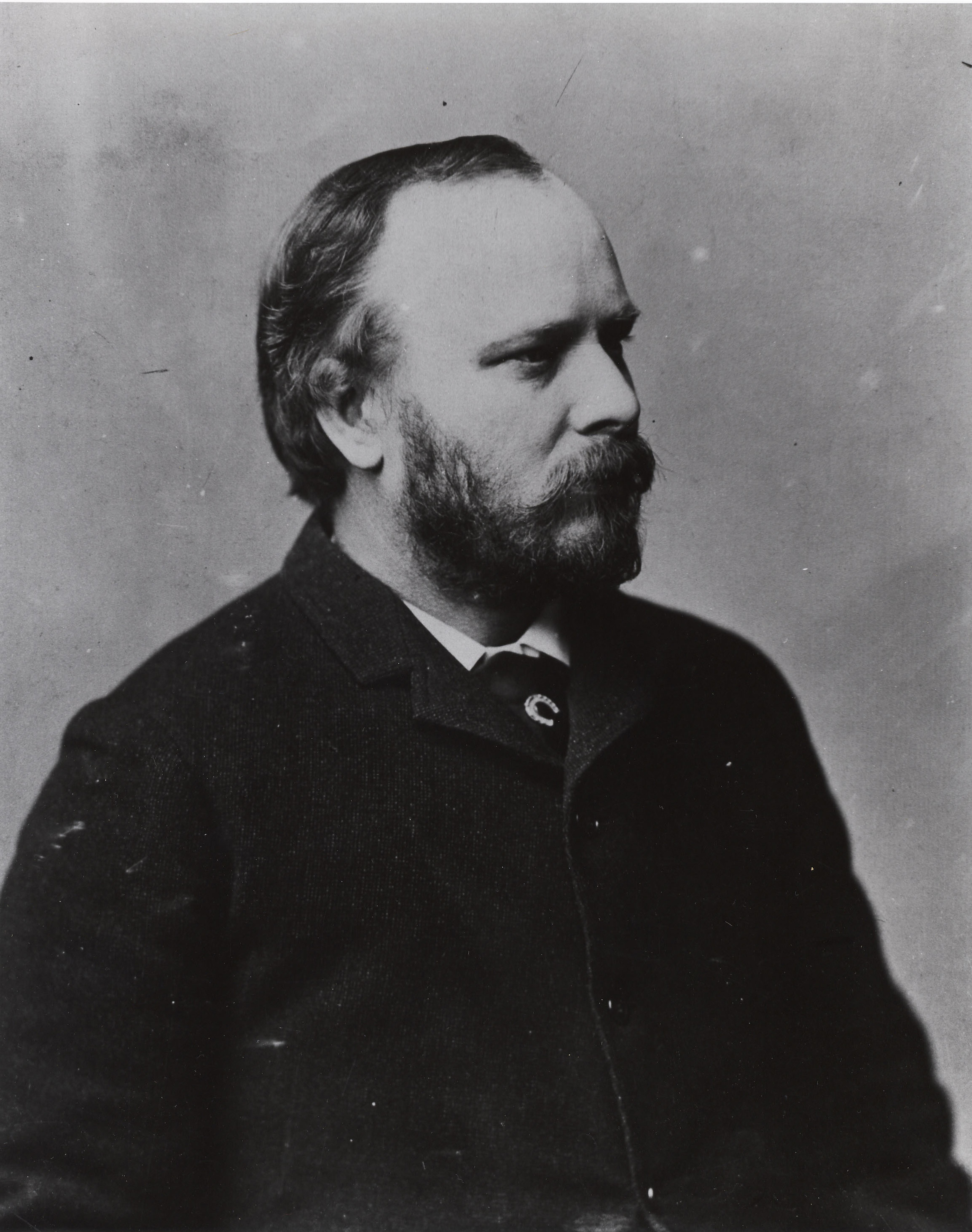
S.W. Williston vond Dryosaurus

In oktober 1878 werd door Othniel Charles Marsh op basis van holotype YPM 1876, een skelet in 1876 door zijn medewerker Samuel Wendell Williston in Albany County, Wyoming gevonden in de Morrisonformatie in Quarry 5, Como Bluff, een soort van het geslacht Laosaurus, Laosaurus altus beschreven. De soortaanduiding betekent 'de hoge', een verwijzing naar de grotere lichaamsomvang in vergelijking met Laosaurus celer. In 1894 kwam Marsh tot de conclusie dat de soort een eigen geslacht waard was: Dryosaurus, wat de combinatio nova Dryosaurus altus opleverde. De typesoort is het oorspronkelijke Laosaurus altus. De groeven in Wyoming werden ontgonnen onder leiding van William Harlow Reed die daarom ook wel als ontdekker genoemd wordt.
De geslachtsnaam is afgeleid van het Klassiek Griekse δρῦς, drys, 'boom, eik' en verwijst naar de door Marsh aangenomen levenswijze als bosbewoner. Een zoogdiertje door de medewerkers van Marsh in dezelfde lagen opgegraven benoemde bij als Dryolestes. Later werd vaak aangenomen dat de geslachtsnaam gebaseerd was op een eikenbladvorm van de tanden maar Marsh heeft het daar nergens over en de tanden hebben een zulke vorm ook helemaal niet, in profiel noch doorsnede.

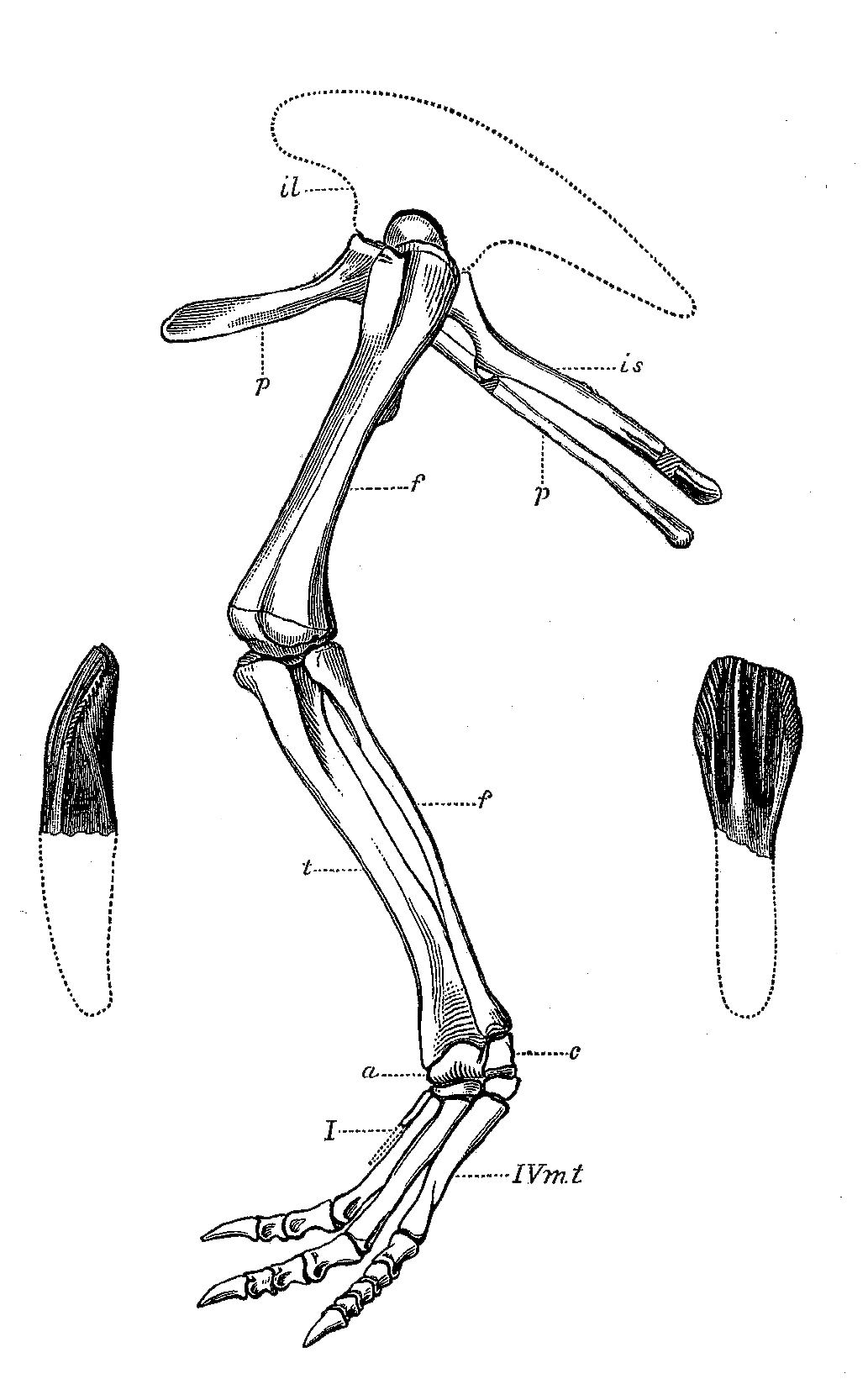
Een afbeelding van de achterpoot in Marsh (1879) samen met een tand die duidelijk laat uitkomen dat hij niet op een eikenblad lijkt

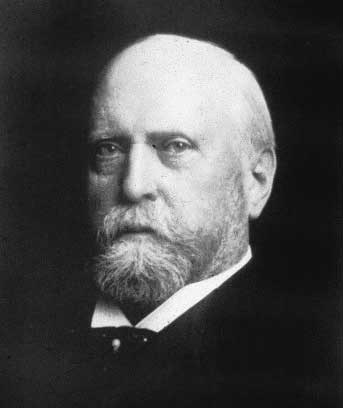
Maar Marsh benoemde de vondsten altijd zelf

Het holotype stamt uit de bovenste Brushy Basin-afzetting die dateert uit het Tithonien. Het bestaat uit een zeer volledige schedel inclusief een natuurlijk afgietsel van de hersenpan waaraan alleen in de snuit de bovenste takken van de praemaxillae ontbreken en die verder in de 'linkerwang' beschadigd is, samen met de onderkaken. Hoewel soms wordt gedacht dat dit het hele specimen vertegenwoordigt, behoren tot het holotype ook verschillende wervels van de nek en de rug, een schoudergordel, een bekken, delen van de bovenste ledematen en een sprongbeen. Die werden echter nooit door Marsh beschreven. Hij liet wel aquarellen maken van deze elementen maar ze zijn nooit omgezet in lithografieën zoals indertijd voor wetenschappelijke illustraties gebruikelijk was. De eerste moderne beschrijving was door Peter Malcolm Galton in 1981.
Ondanks het gebrek aan aandacht door Marsh zelf, werd Dryosaurus toch een tamelijk bekende dinosauriër. De populair-wetenschappelijke Amerikaanse boeken hadden een plaatselijke soort nodig die als tegenhanger kon dienen van de Engelse Hypsilophodon in de rol van kleine tweevoetige planteneter. Dryosaurus werd zo standaard toegevoegd aan illustraties van de jurassische fauna.
Naast het holotype zijn verschillende fossielen aan Dryosaurus altus toegewezen di echter later vaak weer bij andere taxa zijn ondergebracht. Dit betreft de specimina YPM 1884: een door Reed opgegraven heiligbeen, staartwervel en delen van de achterpoten; AMNH 834: een skelet zonder schedel, nek, heiligbeen, staart en onderarmen gevonden in de Bone Cabin Quarry; en CM 1949: achterste rug, bekken, staart en achterpoten in 1905 opgegraven door William H. Utterback en in 2018 door Galton beschouwd als een nog onbenoemd nieuw lid van de Dryomorpha. Later zijn ook vondsten uit Utah toegewezen van 1922 af gevonden door Earl Douglass bij het Dinosaur National Monument: CM 11340: een skelet met schedel maar zonder bekken en staart van een zeer jong dier (later toegewezen aan D. elderae); CM 3392: een skelet met schedel maar zonder staart (later het holotype gemaakt van D. elderae); CM 11337: een fragmentarisch skelet van een jong dier (later benoemd als Uteodon); en DNM 1016: een linkerdarmbeen gevonden door technicus Jim Adams. Eén exemplaar uit Lily Park, Moffat County, Colorado, in 1955 gevonden door James Leroy Kay en Albert C. Lloyd, is toegewezen: CM 21786, een skelet zonder schedel en nek. Uit Sheetz’ Quarry 1, bij Uravan, Montrose County Colorado is in 1973 door Galton en James Alvin Jensen het door Rodney Dwayne Scheetz gevonden specimen BYU ESM-171R gemeld, bestaande uit wat wervels, een linkeronderkaak, een linkervoorpoot en twee achterpoten. Gregory S. Paul stelde in 2010 dat het materiaal uit Utah een aparte nog onbenoemde soort vertegenwoordigde.

### Andere soorten
In 1903 hernoemde Giuseppe de Stefano Crocodilus phosphaticus Thomas 1893 in een Dryosaurus phosphaticus. Dat berustte echter op een spelfout: het had Dyrosaurus phosphaticus moeten wezen. Het zou tot 1981 duren voordat Éric Buffetaut dat emendeerde.
In 1911 benoemde Richard Swann Lull voetbeenderen uit de Arundelformatie van Maryland tot een Dryosaurus grandis, 'de grote'. Tegenwoordig wordt begrepen dat het niet gaat om een euornithopode maar een lid van de Coelurosauria dat nog geen aparte geslachtsnaam heeft gekregen. Verwarrend genoeg is dezelfde soort in 1920 door Charles Whitney Gilmore benoemd als Ornithomimus affinis.
In 1975 benoemde Galton in de negentiende eeuw in Engeland gevonden botten als een nieuwe soort van Dryosaurus: Dryosaurus canaliculatus. In 1977 besloot Galton hiervoor echter een apart geslacht te benoemen: Valdosaurus.
In de vroege twintigste eeuw vond een Duitse expeditie in de Tendaguruformatie van Duits-Oost-Afrika zeven skeletten die in 1919 door Hans Virchow werden beschreven als Dysalotosaurus lettowvorbecki maar in 1977 door Galton in Dryosaurus werden geplaatst als een Dryosaurus lettowvorbecki. Hij zag zo weinig verschil tussen de vormen dat hij ze naar zijn mening net zo goed als één soort had kunnen beschouwen. Sinds 2010 ziet men Dysalotosaurus echter weer als een geldig geslacht. Dat betekent dat de literatuur tussen 1977 en 2010 op dit punt nogal verwarrend kan zijn: aangezien de Afrikaanse vondsten vollediger waren, hebben verwijzingen daarin naar de anatomie van Dryosaurus vaak op Dysalotosaurus betrekking.
In 2018 werd het materiaal uit Utah door Galton en Kenneth Carpenter benoemd als de aparte soort Dryosaurus elderae, in eerste instantie als een nomen nudum. De soortaanduiding eert wijlen Ann Schaffer Elder, een paleontologe die vaak met Carpenter had samengewerkt bij het bestuderen van fossielen uit Utah. Het holotype van deze soort is CM 3392, een skelet met schedel in 1910 geborgen door Earl Douglas in de Carnegie Museum Dinosaur Quarry, Morrisonformatie. Als paratypen zijn aangewezen: CM 11340, een skelet met schedel van een jong dier; CM 87688 braincase, een hersenpan en deel van het oorspronkelijke type van Uteodon McDonald, 2011); DINO 4619, en linkerdarmbeen; en DINO 1031, een rechterschouderblad.

## Beschrijving

### Grootte, algemene bouw en onderscheidende kenmerken

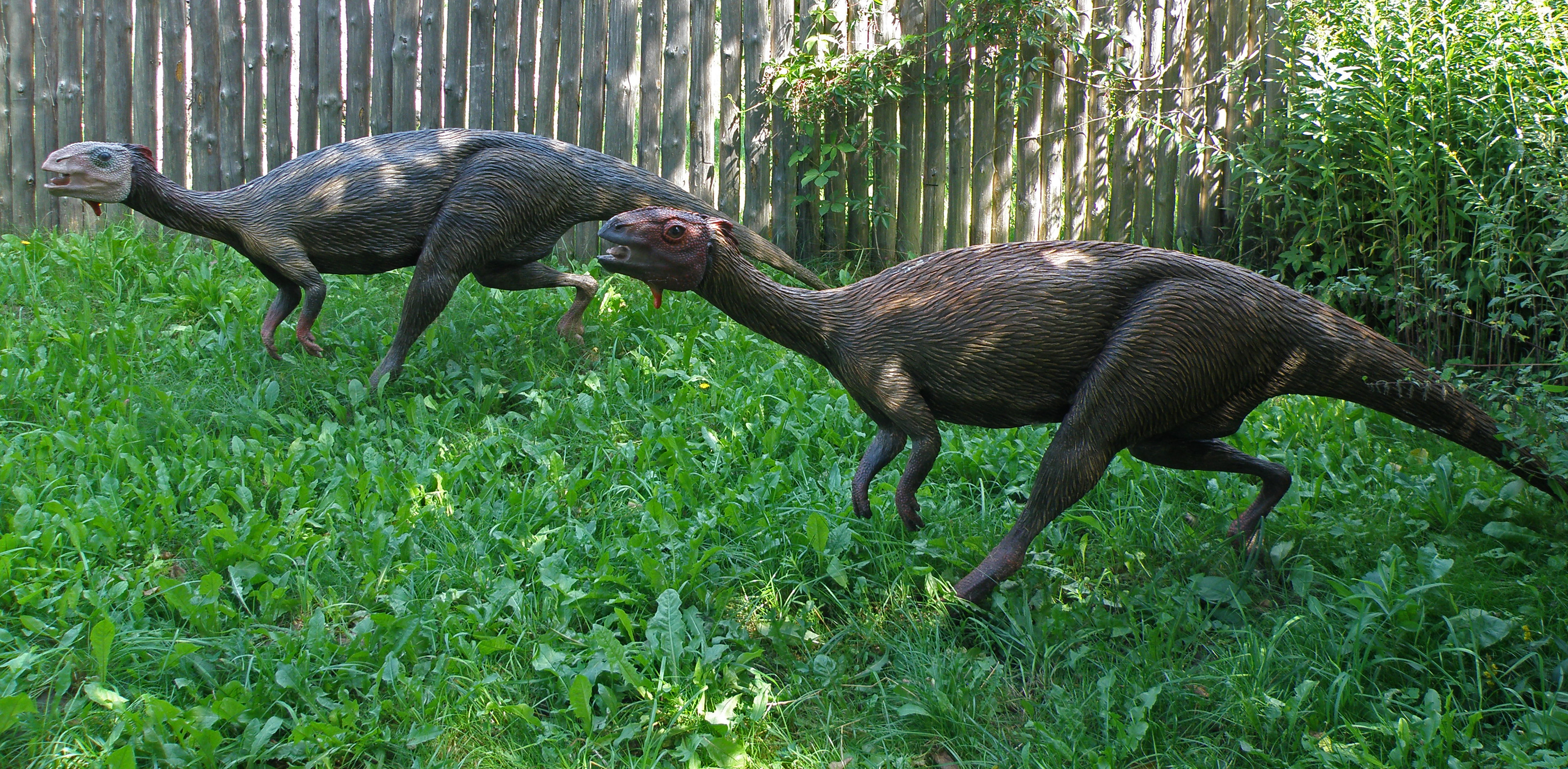
Dryosaurus was een vrij laag gebouwde tweevoeter

Dryosaurus is ongeveer drie meter lang en weegt honderd kilogram. Vaak wordt het dier veel te groot geïllustreerd, alsof het een heuphoogte had van anderhalve meter. In feite is die nog geen meter. Dryosaurus is een lage, langgerekte vorm, een tamelijk klein dier dat toch een hoog gewicht heeft door een stevige hoge romp. Galton schatte in 1981 de lengte van het holotype op 3,2 meter; Marsh' oorspronkelijke schatting van tien voet ofwel drie meter week hier weinig van af. CM 1949 schatte Galton echter op 4,2 meter gezien een dijbeen van zevenenveertig centimeter lengte. Een dier van die grootte zou een kwart ton hebben gewogen. Jack Horner stelde in 2009 dat uit de botstructuur waarneembaar was dat dit exemplaar nog groeide en dus niet het maximumformaat vertegenwoordigde.
Dryosaurus heeft een kleine gedrongen kop met grote ogen, die op een slanke maar vrij korte nek staat. De voorpoten zijn kort maar slank, met vijf korte vingers. De achterpoten zijn krachtig en lang met slechts drie tenen. Een zware horizontale staart hield de romp in balans. Het is waarschijnlijk dat het dier een lichaamsbedekking had van primitieve veren gecombineerd met schubben.
Galton stelde in 1981 zeven kenmerken vast waarin het postcraniaal skelet van Dryosaurus altus zich van dat van Dysalotosaurus onderscheidt. De eerste chevron van de staartbasis is krachtiger. Het opperarmbeen heeft 77-87% van de lengte van het schouderblad in plaats van even lang te zijn. De groeve tussen de onderste gewrichtsknobbels van het opperarmbeen is ondiep. De processus olecrani van de ellepijp is kort. Het ondervlak van de ellepijp is afgerond. Het ondervlak van het spaakbeen is afgerond. Het eerste middenvoetsbeen heeft 10,5% van de lengte van het derde middenvoetsbeen in plaats van twintig procent. In 1983 stelde Galton enkele verschillen vast in de schedel. De praemaxilla sterkt zich verder naar achteren uit en heeft een groter raakvlak met het prefrontale. Het raakvlak tussen het prefrontale en het voorhoofdsbeen is korter maar hoger. De uitholling rond het bovenste slaapvenster strekt zich uit tot aan het voorhoofdsbeen. Het palpebrale is veel langer, overspant de hele oogkas en is achteraan verbonden met het postorbitale. De voorste tak van het squamosum strekt zich verder naar voren uit en heeft zo een langer raakvlak met het postorbitale. De opening van de nervus facialis bevindt zich op dezelfde hoogte als die van de nervus trigeminus in plaats van lager. De tak van het pterygoïde naar het ectopterygoïde strekt zich naar voren en beneden uit. Tom Hübner stelde in 2010 vast dat Dryosaurus een kleine condyle op de bovenste voorrand van het surangulare van de bovenkaak mist, die Dysalotosaurus wel toont. Daarbij hebben volgens hem jongen van Dryosaurus meer gebogen quadrata, een verschijnsel dat zich bij Dysalotosaurus niet voordoet. Ook een verschil zou zijn dat bij Dryosaurus de inkeping van het heupgewricht in het zitbeen veel ondieper is.
Het was al duidelijk dat de exemplaren uit Utah verschillen van die uit Wyoming in de tandvorm en in een hollere achterkant van het quadratum. Daarbij is het achterste uitsteeksel van hun ravenbeksbeen veel langer. In 2018 werden er enkele kenmerken gegeven waarin D. elderae van Dryosaurus altus afwijkt. De tanden hebben een brede verticale middenrichel naast drie nauwe lengterichels. De voorste tak van het jukbeen, onder de oogkas, is hoog. De tubera basilaria zijn forse uitsteeksels gescheiden door een diepe trog in plaats van een gezamenlijke dunne plaat zonder trog. De voorste halswervels zijn langwerpig en laag. Het darmbeen is lang en laag, vooral het achterblad. Opmerkelijk is dat D. elderae in al deze kenmerken, behalve de laatste ook van Dysalotosaurus afwijkt, die Galton & Carpenter dan ook als een soort van Dryosaurus beschouwen, welk geslacht anders het risico loopt parafyletisch te worden. De gebogen achterkant van het quadratum bij jongen is alleen van D. elderae bekend.

### Skelet

#### Schedel

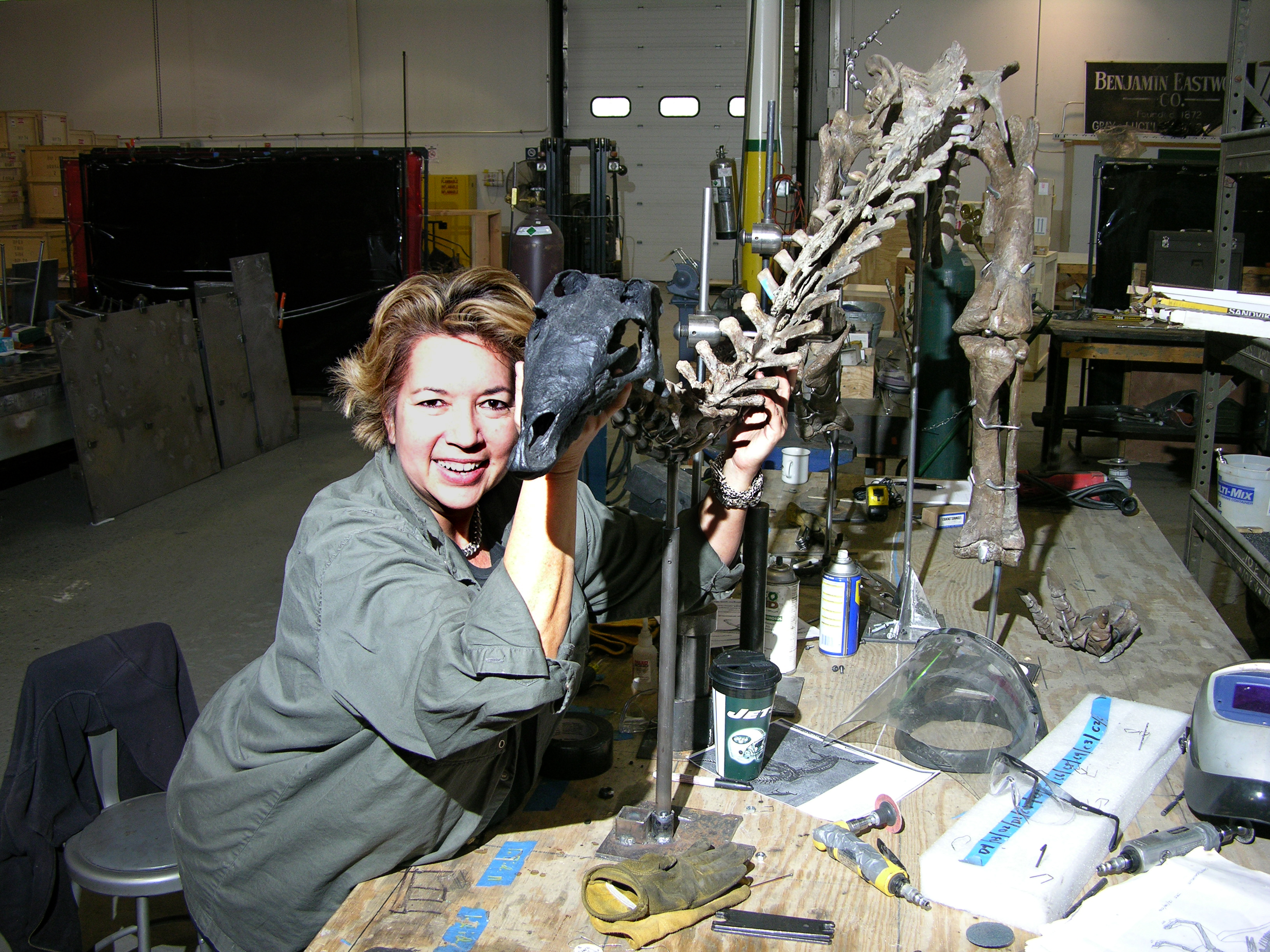
De jonge dieren hebben minder lange wenkbrauwbotten

De schedel is vrij klein en heeft een bol profiel in zijaanzicht. In de schedel draagt het voorste snuitbeen, de praemaxilla, geen tanden. De praemaxilla vormt een afhangende snavelrand. In bovenaanzicht loopt de snuit taps toe om vooraan te eindigen in een vrij brede, vrijwel recht afgesneden, punt. Onder het neusgat loopt de praemaxilla schuin omhoog over het bovenkaaksbeen en bereikt dan met een afgeronde punt het prefrontale; het neusbeen geheel van het bovenkaaksbeen uitsluitend. Die punt heeft een holle onderrand die op de bolle voorste tak van het traanbeen rust. Het neusgat is groot en druppelvormig. Boven het neusgat wordt de bolle kromming van de snuit geleidelijk voortgezet door de neusbeenderen die van achteren ingesnoerd worden door grote prefrontalia. Het bovenkaaksbeen is een driehoekig element, De voorste tak verbreedt zich iets naar buiten toe maar heeft een nog langere interne vleugel. De dertien grote maxillaire tanden van het bovenkaaksbeen staan nauw aaneengesloten. Ze hebben op de buitenkant een verticale hoofdrichel die iets achterwaarts gelegen is. Een lagere secundaire richel loopt evenwijdig aan zowel de voorrand als de achterrand. Tussenliggende richels ontbreken. Aan de binnenkant bevindt zich een hogere hoofdrichel. Tussen het bovenkaaksbeen en het traanbeen bevindt zich een kleine fenestra antorbitalis die contact maakt met de voorste tak van het jukbeen.

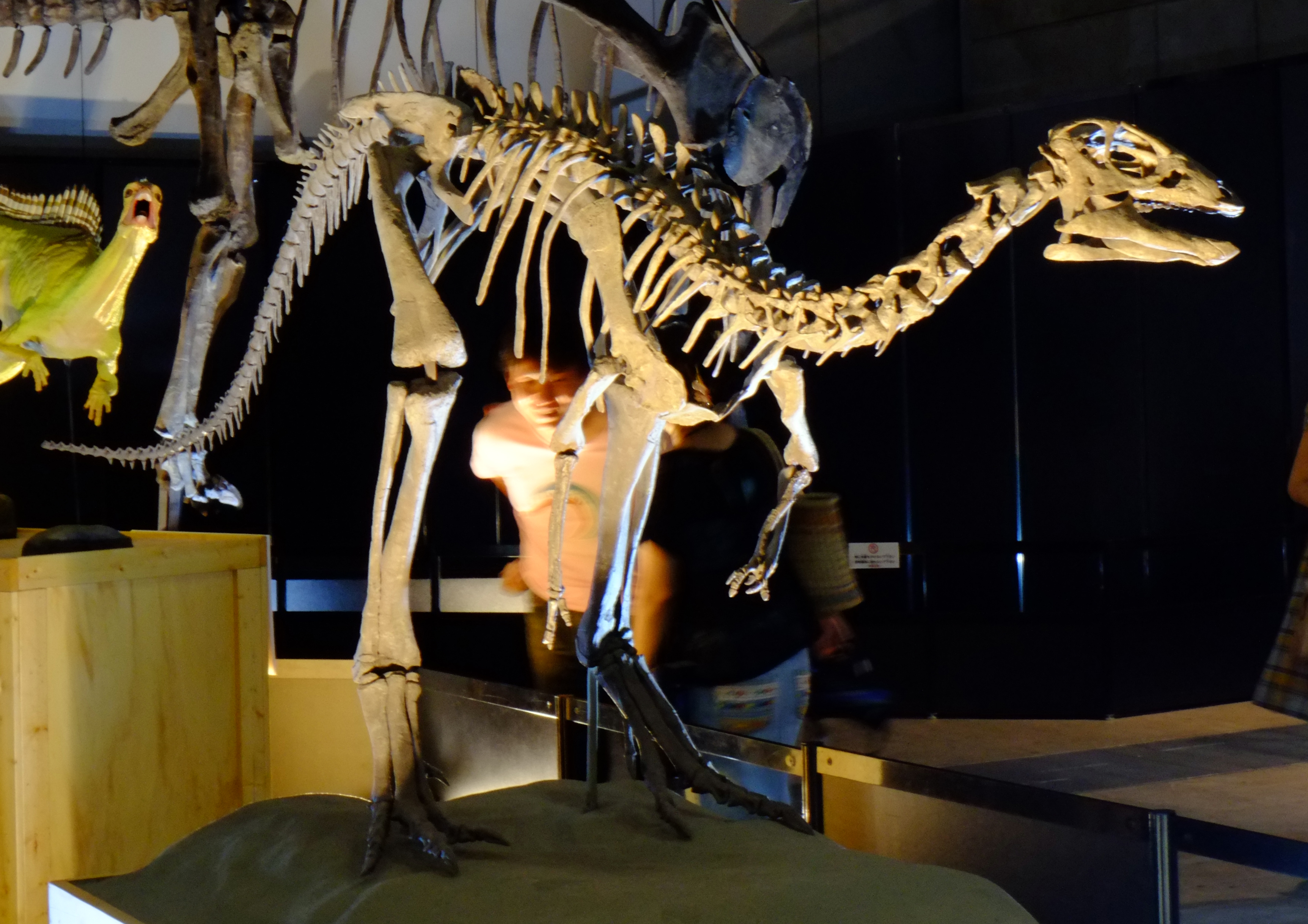
De bolle schedel is tamelijk klein

Het traanbeen en het prefrontale vormen de voorrand van een zeer grote oogkas die ongeveer een kwart van de schedellengte beslaat. In bovenaanzicht kromt de bolle lijn van de oogkas geleidelijk van de snuit naar het bredere achterdeel van de schedel. De achterrand van de oogkas is het breedste deel van de kop. Op de grens van het prefrontale en het traanbeen ligt de brede basis van het palpebrale, het wenkbrauwbot. De schacht van dit bot kromt over de bovenste oogkas heen totdat de taps toelopende punt op het postorbitale van de achterrand rust, de voorrand daarvan nog voor een aanzienlijk deel overlappend. In zijaanzicht is het palpebrale iets bol naar boven gekromd. Het scheidt zo bezien de oogkas in twee stukken waarvan de bovenste opening een flink eind over het schedeldak uitloopt, een vrijwel rechte, ruwe rand met de voorhoofdsbeenderen vormend. De voorhoofdsbeenderen hebben bij volwassen dieren een smal, bijna vergroeid, raakvlak met de neusbeenderen. Deze frontalia zijn middenin erg breed wat een vrijwel cirkelvormig gezamenlijk profiel veroorzaakt doordat ze achteraan weer een nauw raakvlak met de wandbeenderen bezitten. Die laatste worden sterk ingesnoerd door niervormige bovenste slaapvensters en achteraan extreem ingekeept door de lijn van de achterhoofdsrand. Aan de achterzijden van de bovenste slaapvensters waaieren grote squamosa ver naar buiten. De schuin aan de rand van het bovenste slaapvenster ver uitstekende voorste tak van het squamosum vormt met de achterste tak van het krachtige postorbitale de scheidende beenbalk met het onderste slaapvenster dat in een scherpe punt naar onderen steekt tussen de opgaande en achterste tak van het jukbeen.
Het jukbeen vormt de gebogen onderrand van de oogkas die zich naar voren voortzet in een licht naar boven gebogen voorste tak die de hele achterste schuine zijde van het bovenkaaksbeen overspant. Naar achteren breidt de onderrand van het jukbeen zich ver naar onderen uit. Het jukbeen overlapt gedeeltelijk het kleine quadratojugale, dat ook al gedeeltelijk onder het quadratum verdwijnt. Het quadratum is hoog en krachtig met een onderaan een laag geplaatst bovenste kaakgewricht. Die lage plaatsing vergroot de bijtkracht van de onderkaak.

#### Onderkaken
De onderkaak is recht en tamelijk hoog. Vooraan dragen de onderkaken een gezamenlijk predentarium, de spitse beenkern van de ondersnavel, die per zijde een bovenste en een onderste tak heeft om de voorkant van het dentarium te omvatten; de onderste tak is verdeeld in twee naast elkaar gelegen lobben, een afgeleid kenmerk. Het dentarium draagt een dozijn tanden. Deze dentaire tanden schuiven bij het sluiten van de muil langs de maxillaire tanden van de bovenkaak. Achter de tandrij bevindt zich een hoog en in zijaanzicht breed uitsteeksel, de processus coronoides, waarvan de voorste glooiing steiler is dan de achterste. Naar achteren loopt de kaakrand uit in een zeer laag onderste kaakgewricht.

#### Postcrania

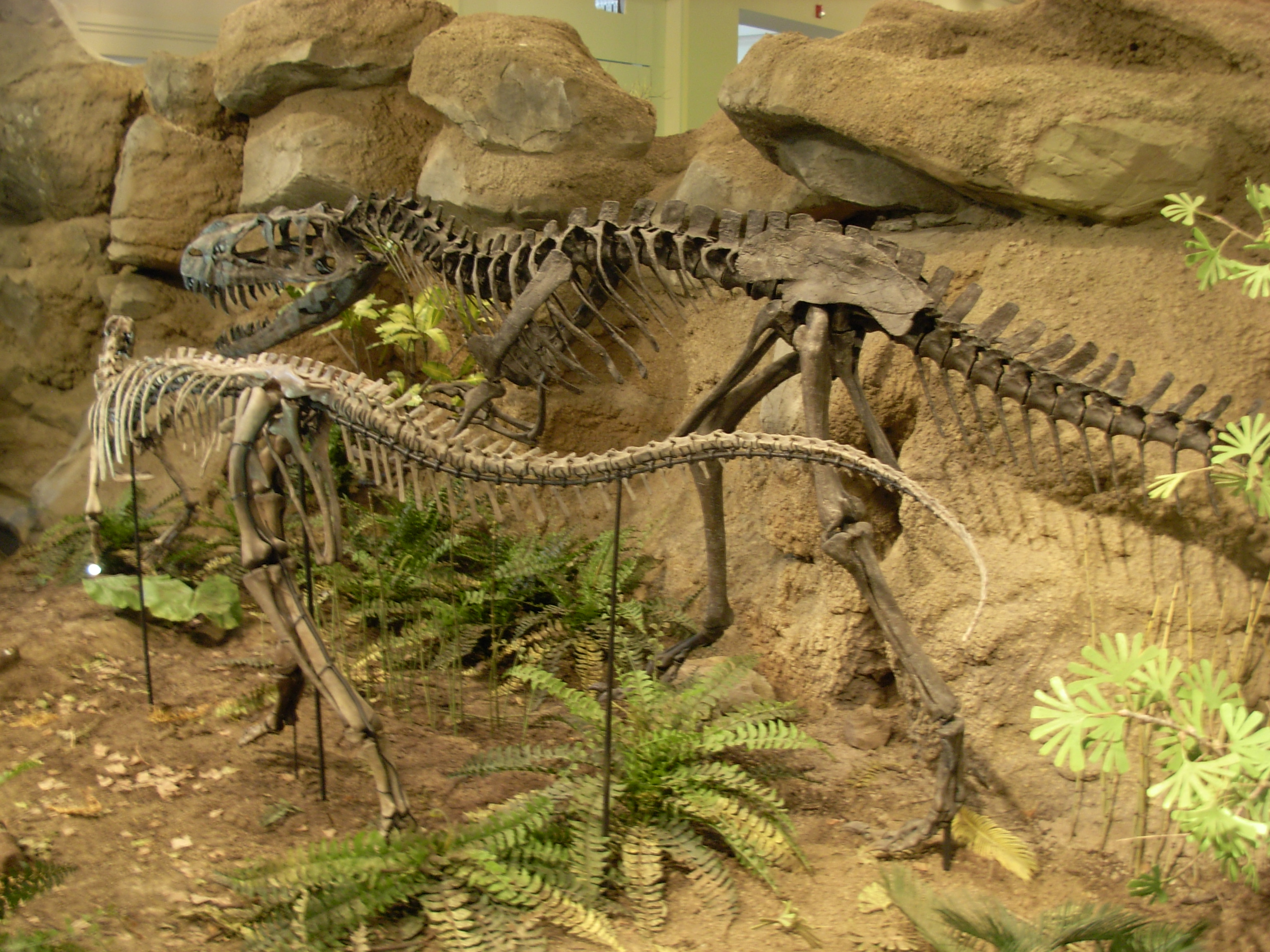
Het skelet schuin van achteren bezien

De precieze indeling van de wervelkolom is onbekend. Er zijn minstens veertien ruggenwervels, wellicht vijftien. Er zijn minstens vijf sacrale wervels. Er zijn minstens negenentwintig staartwervels maar het totaal kan wel een vijftigtal bedragen hebben.
Bij de halswervels lopen de parapofysen, de facetten voor de onderste ribkoppen, opvallend ver naar achteren door op de wervellichamen. Van onder bezien lopen hun voorvlakken geleidelijk over in de zijkanten, niet gescheiden door een scherpe rand. De ruggenwervels hebben relatief lange en dunne zijuitsteeksels en relatief lage doornuitsteeksels die achteraan verstijfd zijn door verbeende pezen. De eerste vier sacrale ribben staan op de grenzen tussen de sacrale wervels; de basis van de smalle vijfde rib is geheel op de vijfde wervel gelegen. De korte doornuitsteeksels van de staartwervels hellen vrij sterk maar achteren, een afgeleid kenmerk. Na de twaalfde staartwervel zijn er geen zijuitsteeksels meer. De chevrons zijn lang, ook de eerste, en steken vrijwel recht naar beneden.

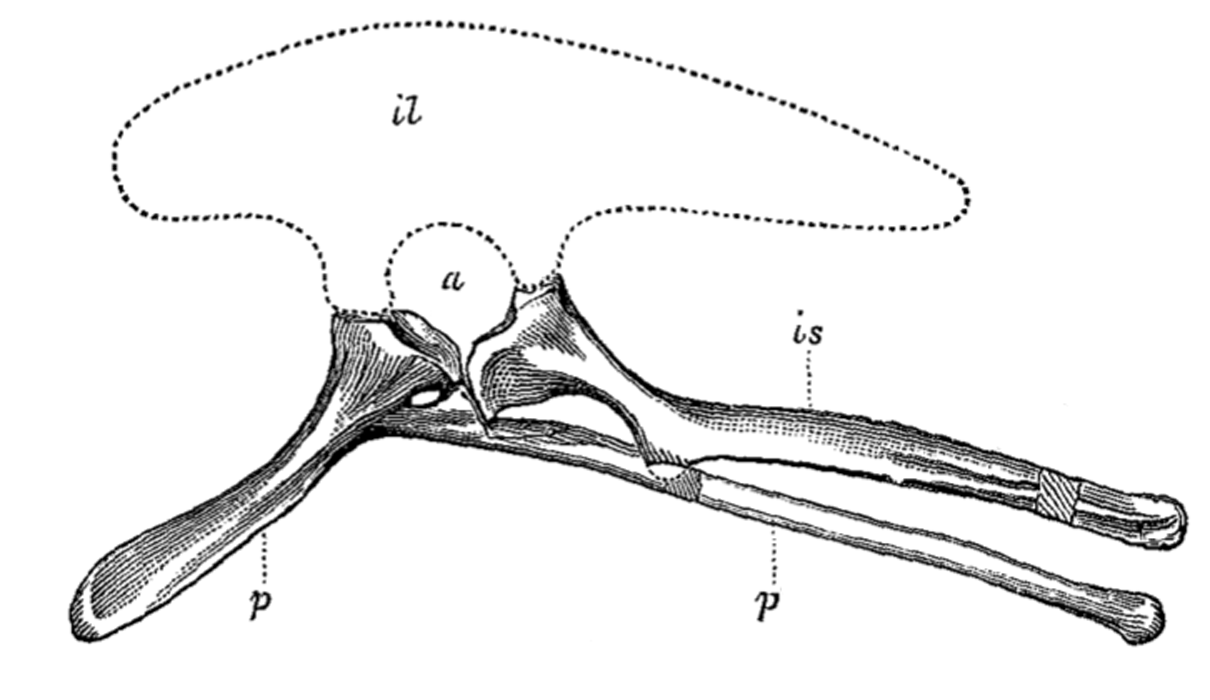
Een diagram van het bekken in Marsh (1879); is = ischium (zitbeen) en p = pubis (schaambeen)

Het opperarmbeen is korter dan bij Dysalotosaurus en heeft een lage maar zwaargebouwde deltopectorale kam. De vrij kleine voorpoot kon dus wel wat gewicht dragen en ondersteunde kennelijk de romp bij het eten van bodemplanten. De onderste gewrichtsknobbels zijn vooraan zwak ontwikkeld en daar slechts door een ondiepe groeve gescheiden; Galton zag dat als een duidelijke verschil met Dysalotosaurus. Ook in de onderarm bespeurde hij verschillen tussen beide vormen: bij Dryosaurus altus is de processus olecrani van de ellepijp korter en het ondervlak van dat bot is afgerond in plaats van driehoekig. Bij Dysalotosaurus heeft het spaakbeen een hoekiger onderste uiteinde. De hand van het holotype is zwaar gerestaureerd met gips en alleen is duidelijk zichtbaar dat er minstens vier korte middenhandsbeenderen zijn. Marsh stelde dat er vijf waren, uitlopend in vijf vingers die evenwijdig aan elkaar liepen, een afgeleid kenmerk. Galton vertrouwde die waarneming in 1981 niet maar ze past goed bij wat we nu weten over de meer afgeleide positie van Dryosaurus in de stamboom.
Van het darmbeen in het bekken is het achterblad schuin afgesneden en laag, met in de onderkant een zeer brede groeve voor de aanhechting van de Musculus caudofemoralis brevis. Terwijl in bovenaanzicht de binnenwand hierdoor naar binnen buigt, kromt de buitenwand sterk naar buiten; de breedte van de zo ontstane torsie is per blad aanzienlijker dan die van het hele heiligbeen inclusief sacrale ribben. Het schaambeen heeft vooraan een krachtige processus praepubicus waarvan de schacht een ronde doorsnede heeft en het voorste uiteinde afgeplat is met een bredere bovenrand aan de binnenzijde. Deze rand zat vermoedelijk vast aan de Musculus puboischiofemoralis internus. Het uitsteeksel is breder dan bij Dysalotosaurus. Het achterdeel van het schaambeen vormt een lange staaf die ruwweg evenwijdig loopt aan het zitbeen. Marsh dacht dat deze staaf een nieuw ontwikkeld uitsteeksel was en de processus praepubicus het normale hoofdlichaam. Omdat ook vogels een naar achteren gericht schaambeen hebben, zag hij dit als aanwijzing dat dit in feite het achterste uitsteeksel vertegenwoordigt. In feite is het andersom: de processus praepubicus is de nieuwvorming en de staaf is het, gereduceerde, hoofdlichaam. Het zitbeen heeft op de voorrand een hoog geplaatste processus obturatorius, een puntig uitsteeksel. De schacht is vrij lang en dun, steekt schuin naar achteren en kromt wat hol naar voren met een kleine verbreding aan het uiteinde.
Het dijbeen is licht gekromd. De afhangende vierde trochanter is boven het midden van de schacht geplaatst met ervoor, en duidelijk ervan gescheiden, een diepe uitholling aan de binnenzijde. Er is bovenaan een diepe kloof tussen de trochanter minor en de trochanter major. Een verhoogde basis aan de voorrand van de trochanter minor zoals bij sommige exemplaren van Dysalotosaurus, ontbreekt. De voorste groeve tussen de onderste gewrichtsknobbels is diep maar met geleidelijk glooiende wanden. De binnenwand van de binnenste knobbel is niet hol. Het achterste uiteinde van de buitenste knobbel is dun. Het scheenbeen is langer dan het dijbeen. In de voet is het vijfde middenvoetsbeen rudimentair. Dysalotosaurus had volgens Galton ook een rudimentair eerste middenvoetsbeen en hij nam aan dat dit mede voor Dryosaurus altus gold. In dat geval zijn er maar drie tenen, een afgeleid kenmerk. Latere onderzoekers hebben echter soms aangenomen dat er toch een eerste teen was.

## Fylogenie
Marsh plaatste Laosaurus altus oorspronkelijk in de Iguanodontidae en toen hij het een apart geslacht Dryosaurus maakte in de Laosauridae. Later werd het gebruikelijk het dier in te delen bij de Hypsilophodontidae, iets wat Galton tussen 1973 en 1983 aanhield, maar dat bleek een onnatuurlijke groep. Tegenwoordige cladistische analyses tonen meestal een positie basaal in de Iguanodontia, in een Dryosauridae als een verwant van soorten als Callovosaurus, Kangnasaurus, Dysalotosaurus, Elrhazosaurus, Eousdryosaurus en Valdosaurus. De soort staat daarmee een stuk hoger in de stamboom dan Hypsilophodon.
|  | Muttaburrasaurus |
|  |                  |
|  | Rhabdodon        |
|  |                  |
|  | Zalmoxes         |
|  |                  |

|  | Dysalotosaurus                                                |
|  |                                                               |
|  | \| \| Valdosaurus \| \| \| \| \| \| Elrhazosaurus \| \| \| \| |
|  |                                                               |
|  | Valdosaurus                                                   |
|  |                                                               |
|  | Elrhazosaurus                                                 |
|  |                                                               |

|  | Valdosaurus   |
|  |               |
|  | Elrhazosaurus |
|  |               |

|  | Dysalotosaurus                                                |
|  |                                                               |
|  | \| \| Valdosaurus \| \| \| \| \| \| Elrhazosaurus \| \| \| \| |
|  |                                                               |
|  | Valdosaurus                                                   |
|  |                                                               |
|  | Elrhazosaurus                                                 |
|  |                                                               |

|  | Valdosaurus   |
|  |               |
|  | Elrhazosaurus |
|  |               |

|  | Dysalotosaurus                                                |
|  |                                                               |
|  | \| \| Valdosaurus \| \| \| \| \| \| Elrhazosaurus \| \| \| \| |
|  |                                                               |
|  | Valdosaurus                                                   |
|  |                                                               |
|  | Elrhazosaurus                                                 |
|  |                                                               |

|  | Valdosaurus   |
|  |               |
|  | Elrhazosaurus |
|  |               |

|  | Dysalotosaurus                                                |
|  |                                                               |
|  | \| \| Valdosaurus \| \| \| \| \| \| Elrhazosaurus \| \| \| \| |
|  |                                                               |
|  | Valdosaurus                                                   |
|  |                                                               |
|  | Elrhazosaurus                                                 |
|  |                                                               |

|  | Valdosaurus   |
|  |               |
|  | Elrhazosaurus |
|  |               |

|  | Dysalotosaurus                                                |
|  |                                                               |
|  | \| \| Valdosaurus \| \| \| \| \| \| Elrhazosaurus \| \| \| \| |
|  |                                                               |
|  | Valdosaurus                                                   |
|  |                                                               |
|  | Elrhazosaurus                                                 |
|  |                                                               |

|  | Valdosaurus   |
|  |               |
|  | Elrhazosaurus |
|  |               |

|  | Dysalotosaurus                                                |
|  |                                                               |
|  | \| \| Valdosaurus \| \| \| \| \| \| Elrhazosaurus \| \| \| \| |
|  |                                                               |
|  | Valdosaurus                                                   |
|  |                                                               |
|  | Elrhazosaurus                                                 |
|  |                                                               |

|  | Valdosaurus   |
|  |               |
|  | Elrhazosaurus |
|  |               |

|  | Dysalotosaurus                                                |
|  |                                                               |
|  | \| \| Valdosaurus \| \| \| \| \| \| Elrhazosaurus \| \| \| \| |
|  |                                                               |
|  | Valdosaurus                                                   |
|  |                                                               |
|  | Elrhazosaurus                                                 |
|  |                                                               |

|  | Valdosaurus   |
|  |               |
|  | Elrhazosaurus |
|  |               |

|  | Dysalotosaurus                                                |
|  |                                                               |
|  | \| \| Valdosaurus \| \| \| \| \| \| Elrhazosaurus \| \| \| \| |
|  |                                                               |
|  | Valdosaurus                                                   |
|  |                                                               |
|  | Elrhazosaurus                                                 |
|  |                                                               |

|  | Valdosaurus   |
|  |               |
|  | Elrhazosaurus |
|  |               |

|  | Muttaburrasaurus |
|  |                  |
|  | Rhabdodon        |
|  |                  |
|  | Zalmoxes         |
|  |                  |

|  | Dysalotosaurus                                                |
|  |                                                               |
|  | \| \| Valdosaurus \| \| \| \| \| \| Elrhazosaurus \| \| \| \| |
|  |                                                               |
|  | Valdosaurus                                                   |
|  |                                                               |
|  | Elrhazosaurus                                                 |
|  |                                                               |

|  | Valdosaurus   |
|  |               |
|  | Elrhazosaurus |
|  |               |

|  | Dysalotosaurus                                                |
|  |                                                               |
|  | \| \| Valdosaurus \| \| \| \| \| \| Elrhazosaurus \| \| \| \| |
|  |                                                               |
|  | Valdosaurus                                                   |
|  |                                                               |
|  | Elrhazosaurus                                                 |
|  |                                                               |

|  | Valdosaurus   |
|  |               |
|  | Elrhazosaurus |
|  |               |

|  | Dysalotosaurus                                                |
|  |                                                               |
|  | \| \| Valdosaurus \| \| \| \| \| \| Elrhazosaurus \| \| \| \| |
|  |                                                               |
|  | Valdosaurus                                                   |
|  |                                                               |
|  | Elrhazosaurus                                                 |
|  |                                                               |

|  | Valdosaurus   |
|  |               |
|  | Elrhazosaurus |
|  |               |

|  | Dysalotosaurus                                                |
|  |                                                               |
|  | \| \| Valdosaurus \| \| \| \| \| \| Elrhazosaurus \| \| \| \| |
|  |                                                               |
|  | Valdosaurus                                                   |
|  |                                                               |
|  | Elrhazosaurus                                                 |
|  |                                                               |

|  | Valdosaurus   |
|  |               |
|  | Elrhazosaurus |
|  |               |

|  | Dysalotosaurus                                                |
|  |                                                               |
|  | \| \| Valdosaurus \| \| \| \| \| \| Elrhazosaurus \| \| \| \| |
|  |                                                               |
|  | Valdosaurus                                                   |
|  |                                                               |
|  | Elrhazosaurus                                                 |
|  |                                                               |

|  | Valdosaurus   |
|  |               |
|  | Elrhazosaurus |
|  |               |

|  | Dysalotosaurus                                                |
|  |                                                               |
|  | \| \| Valdosaurus \| \| \| \| \| \| Elrhazosaurus \| \| \| \| |
|  |                                                               |
|  | Valdosaurus                                                   |
|  |                                                               |
|  | Elrhazosaurus                                                 |
|  |                                                               |

|  | Valdosaurus   |
|  |               |
|  | Elrhazosaurus |
|  |               |

|  | Dysalotosaurus                                                |
|  |                                                               |
|  | \| \| Valdosaurus \| \| \| \| \| \| Elrhazosaurus \| \| \| \| |
|  |                                                               |
|  | Valdosaurus                                                   |
|  |                                                               |
|  | Elrhazosaurus                                                 |
|  |                                                               |

|  | Valdosaurus   |
|  |               |
|  | Elrhazosaurus |
|  |               |

|  | Dysalotosaurus                                                |
|  |                                                               |
|  | \| \| Valdosaurus \| \| \| \| \| \| Elrhazosaurus \| \| \| \| |
|  |                                                               |
|  | Valdosaurus                                                   |
|  |                                                               |
|  | Elrhazosaurus                                                 |
|  |                                                               |

|  | Valdosaurus   |
|  |               |
|  | Elrhazosaurus |
|  |               |

De hoge positie in de stamboom maakt de korte voorpoten van Dryosaurus problematisch. Basalere soorten als Tenontosaurus en Rhabdodon liepen namelijk al op vier poten. Dysalotosaurus heeft ook langere voorpoten. Dat maakt het het waarschijnlijkst dat Dryosaurus zijn korte armen opnieuw ontwikkeld heeft, terugkerend naar de tweevoetige gang van de oorspronkelijke Euornithopoda. Zijn korte voorpoten waren een van de redenen dat Dryosaurus vroeger als een lid van de Hypsolophodontidae gezien werd, een naam die eigenlijk fungeerde als een verzamelbak voor allerlei gelijkende kleine tweevoetige euornithopoden die achteraf niet speciaal verwant bleken.
Galton zag de nauwe verwantschap tussen Dryosaurus altus en Dysalotosaurus als een duidelijk bewijs voor een landbrug tussen Noord-Amerika en Afrika tijdens het Laat-Jura.

## Levenswijze

### Leefgebied
Het leefgebied van Dryosaurus bestond in Noord-Amerika uit een vrij heet landschap waar schaars begroeide vlakten afgewisseld werden door rivierbossen. Alle grote landdieren in de fauna waren ook dinosauriërs. Van de herbivoren waren sommigen vermoedelijk te groot om met Dryosaurus in concurrentie te treden, zoals de reusachtige Sauropoda Brontosaurus, Camarasaurus, Barosaurus, Diplodocus, Apatosaurus en Brachiosaurus. Meer directe concurrenten waren de Ornithischia Camptosaurus, Stegosaurus en vooral de ook kleine Othnielosaurus. Hoe precies de niches verdeeld waren tussen de kleine tweevoetige planteneters, is nog onduidelijk. Grote roofdieren in deze habitat waren de Theropoda Saurophaganax, Torvosaurus en vooral Allosaurus. Misschien dat Dryosaurus echter meer last had van kleinere predatoren als Marshosaurus, Stokesosaurus of zelfs Ornitholestes. Het kan zijn dat Dryosaurus een veel groter verspreidingsgebied had dan Noord-Amerika zoals blijkt uit de vondst in Afrika van de nauw verwante Dysalotosaurus; per gebied zal de fauna een andere samenstelling gehad hebben.

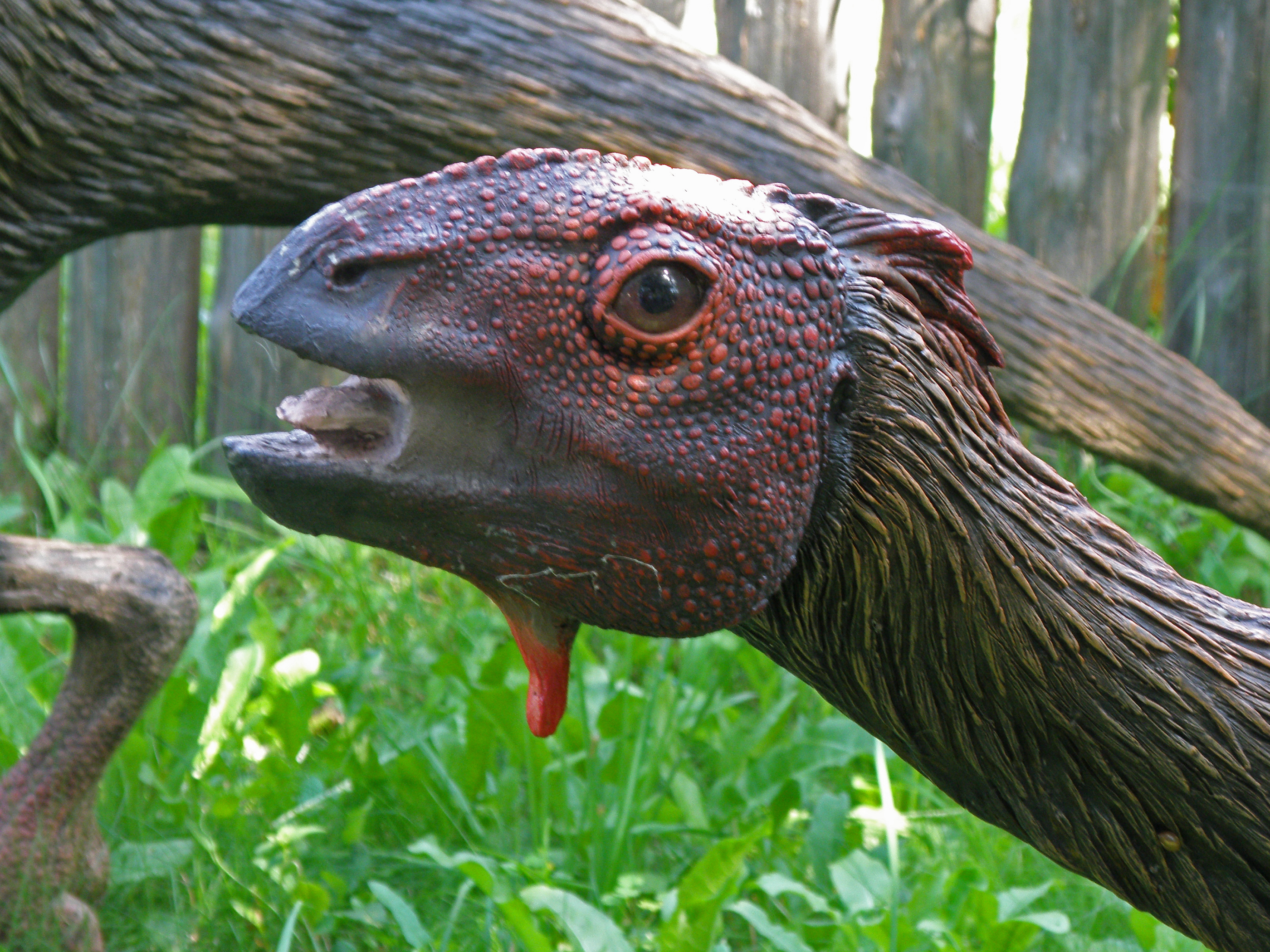
Met zijn snavel beet Dryosaurus energierijke bodemplanten af

Dryosaurus had een papegaaiachtige bek. Hier konden taaie planten mee worden afgebeten. Achter in zijn bek had Dryosaurus per zijde een tandenbatterij van tien tot vijftien kleinere aaneengesloten tanden in zowel de bovenkaak als de onderkaak, die steeds vervangen werden. Hiermee wreef hij alle planten die hij at tot een meer verteerbare massa. De vrij nauwe snuit wijst erop dat hoogwaardige platen werden gegeten: alleen uit energierijke planten kon Dryosaurus met zijn toch wat korte darmkanaal voldoende voeding halen. De meeste verbrandingswaarde zat vermoedelijk in laaggroeiende coniferen.

### Sociaal gedrag
Dryosaurus vond zijn bescherming denkelijk in de kudde, zijn grote ogen en sprintvermogen. Hij werd bejaagd door vleeseters als Allosaurus en Ceratosaurus, snelle tweevoetige roofdieren. Als ze aan het eten waren, hielden dan minstens twee of drie dieren de wacht. Als ze bijvoorbeeld een troep ceratosauri zagen, sloeg een van de dieren alarm. Daarna renden ze met een snelheid van een zestig kilometer per uur weg. Hun gezichtsvermogen moet uitstekend geweest zijn gezien de enorme ogen. Omdat geen scleraalringen gevonden zijn die een indicatie geven van de werkelijke irisdiameter, is het lastig te bepalen of Dryosaurus ook een goed nachtzicht bezat.

### Voortplanting
De jongen van Dryosaurus verschilden in proporties niet veel van de volwassen dieren. Tijdens de groei beweegt de fenestra antorbitalis zich naar achteren en beneden. De jongen waren vermoedelijk nestvlieders. Nesten of eieren zijn overigens niet gevonden. Wegens de korte en slanke voorpoten is het niet waarschijnlijk dat Dryosaurus holen groef. De Dryosauridae zijn vrij kleine dieren binnen de Iguanodontia. Hun relatief geringe grootte zou het gevolg zijn van een tamelijk trage groei. Die groei vlakte wel af maar hield nooit helemaal op.